# Hos prins Wilhelm och prinsessan Maria
Hos prins Wilhelm och prinsessan Maria är en svensk dokumentärfilm från 1911.
Filmen skildrar Prins Wilhelm, hertig av Södermanland och Maria Pavlovna av Ryssland vid Oakhill på Djurgården i Stockholm där prinsessan ses rida. Filmen var den första i en serie filmer av Biograf AB Victoria som skildrade svenska kungligheter i mer privata sammanhang. Premiären ägde rum den 7 mars 1911 på Brunkebergsteatern i Stockholm.